# Gran Sasso d’Italia
Gran Sasso d’Italia (po polsku: Wielki Włoski Kamień lub Śpiący Gigant) – najwyższy masyw Apeninów we Włoszech o wysokości maksymalnej 2912 m n.p.m. Położony w Apeninach Środkowych. Znajduje się tutaj najwyższy szczyt Apeninów Corno Grande oraz szczyty Monte Camicia, Prena, L’Aquila i Corvo. Wznoszą się one ponad płaskowyżem Campo Imperatore (ok. 2000 m n.p.m.), znanym z akcji odbicia więzionego w hotelu górskim Mussoliniego w 1943 roku.
Masyw zbudowany jest ze skał osadowych – wapieni i dolomitów. Charakteryzuje się występowaniem form krasowych (jaskinie).
Cały region jest aktywny tektonicznie. Główne miasto L’Aquila było kilkakrotnie w swej historii niszczone przez trzęsienia ziemi.Jedno z ostatnich dość mocnych trzęsień ziemi w tych okolicach miało miejsce 6 kwietnia 2009 roku z epicentrum w miejscowości Paganica.
Klimat cechują częste burze tworzące się przez zetknięcie się nad górami dwóch morskich frontów atmosferycznych znad Morza Śródziemnego i Adriatyku.
Na obszarze masywu znajduje się jeden z największych parków Włoch – Park Narodowy Gran Sasso i Monti della Laga (Parco Nazionale del Gran Sasso e Monti della Laga).
Pod masywem wydrążony jest długi na ponad 10 kilometrów tunel, będący częścią autostrady A24. W odgałęzieniu tunelu mieści się podziemna część Narodowego Laboratorium Gran Sasso – jednego z największych w świecie podziemnych laboratoriów fizyki cząstek elementarnych.